# تحلیل لرزه‌ای
تحلیل لرزه‌ای زیر مجموعه‌ای از تحلیل سازه‌ها و به‌طور کلی محاسبه پاسخ یک سازه ساختمانی (یا سازه‌های غیر ساختمانی مانند پل و…) در برابر زمین‌لرزه است. این بخشی از روند طراحی سازه، مهندسی زلزله یا ارزیابی و مقاوم‌سازی سازه‌هایی است که در مناطق زلزله خیز باید احداث گردند؛ لذا تحلیل دقیق و منطبق بر شرایط آیین‌نامه‌های معتبر جهانی ضرورت است.
برای طراحی سازه‌های مقاوم در برابر زلزله، شناخت جنبش و ارتعاشات شدید صفحه زمین زیر ساخت سازه که انتظار می‌رود در طول عمر مفید سازه رخ دهد از اهمیت ویژه‌ای برخوردار است. بهترین راه برای شناخت ویژگی‌های جنبش شدید زمین بستر سازه، بدست آوردن نمودار حرکت زمین از جمله شدت و بزرگی شتاب زمین در هنگام رویداد زمین‌لرزه‌های متوسط تا بزرگ می‌باشد. این امر بوسیله دستگاه شتابنگار موجود در محل و رخداد زمین‌لرزه در گستره نزدیک میسر می‌شود. با توجه به اینکه برای طراحی سازه‌های مقاوم در برابر زلزله در مناطق لرزه خیز، نمی‌توان برای هر محل دستگاه شتابنگار مستقر نمود و در انتظار رویداد زمین‌لرزه‌ای در حوزه نزدیک به آن باقی‌ماند تا نسبت به ثبت نمودار ارتعاشات و رکوردی مناسب از انرژی سینتیک و جنبشی زمین اقدام نمود، لکن امروزه در مناطق لرزه خیز جهان نسبت به استقرار شبکه‌های شتابنگار و لرزه‌نگاریاقدام می‌گردد تا پس از ثبت رکورد ارتعاشات نیرومند زمین از تعداد زیادی زمین‌لرزه‌ها در گستره این شبکه‌ها بتوانند با پژوهشهای متعدد به نتایجی دست یابند که منتج به تهیه نقشه‌های پهنه بندی لرزه‌ای شود و پارامترهای این ارتعاشات زمین‌های زیر ساخت را بتوان برپایه این نقشه‌ها پیش‌بینی و برای بارگذاری طیف‌های زمین‌لرزه بر روی سازه‌های مذکور ازان‌ها بهره گرفت.
باتوجه به برنامه کاهش خطرپذیری ناشی از زلزله و مقاوم‌سازی ساختمان‌ها، تأسیسات زیربنایی و شریان‌های حیاتی در برابر زلزله، تأمین اهداف بهسازی متفاوت برای ساختمان‌های مهم و تأسیسات زیربنایی و به تبع آن تحلیل خطر و تعیین طیف طرح در سطوح مختلف، اجتناب نا پذیراست.